# De re coquinaria
De Re Coquinaria (en català, L'art de la cuina) o Ars Magirica és el llibre de cuina més antic que es coneix. Està escrit en llatí. Se sap que el va escriure una persona de nom Apicius però es desconeix qui, tot i que segons alguns testimonis que van deixar alguns personatges de l'època, que parlen de les seves classes de gastronomia i dels banquets que oferia, es podria tractar de Gravius Apicius. L'original va ser redactat entre els segles I i III dC, però el que ha perviscut és una versió abreujada d'aquest que data del segle iii. La primera edició com a tal d'aquest llibre es va fer al segle xv, l'any 1483, encara en llatí. La primera traducció es va fer a l'italià, l'any 1852.
No s'ha de confondre aquest receptari per un de posterior, De Re Cibaria, de Pedro Ballester Pons, sobre la cuina menorquina i de mitjans del segle xx.

## L'autor
La idea d'autor no és igual en l'actualitat que en l'edat antiga, quan es va escriure aquest llibre. De Re Coquinaria és un recull d'obres tan modificades pel pas del temps que acaben perdent el contacte real amb el que hauria estat el nucli original. Per això, posar un nom, com Apici, en realitat serveix només per a omplir un casiller amb una etiqueta, però, tot i que potser va escriure algun dels textos continguts en aquesta obra, no se'n pot parlar de l'autor, amb el sentit que això té actualment.
A més, tot i que està signat Apici, no sabem qui és aquesta persona. Hi ha diverses possibles identificacions cronològicament acceptables:
- Marc Gavi Apici, un home molt ric contemporani de l'emperador Tiberi i que tindria accés a ell i al seu fill Drus. Podria haver escrit un, o com a molt dos[4] dels llibres del text complet: un llibre de salses, que correspondria a part del que ha quedat actualment com a desè llibre i potser, sense cap referència clara, un altre llibre de receptes al·ludides però que actualment manquen.[5] La incongruència és que també hi trobem receptes dedicades a emperadors posteriors a la vida d'aquest home.[6] A més, hi ha receptes dedicades a Apicius, com conchicla apicina o sala cattabia apiciana, i sembla una mica estrany que una persona es faci dedicatòries a si mateix, tret que això sigui una mala interpretació d'una forma antiga de dir "a la meva manera", cosa poc probable. La inclinació sobre aquest autor es basa en el fet que és el més famós dels tres, hi ha referències que parlen de les disbauxes gastronòmiques de l'Apici autor, per exemple, i sobretot el fet que s'hagi volgut mantenir i copiar l'obra, i posteriorment mitificar l'autor, es comprèn millor si aquest va ser ric, famós i de la "jet set" romana, cosa que només ell, de les tres possibilitats, acompleix.[6]
- Una altra possibilitat és que sigui un Apici diferent, referenciat per Ateneu i que hauria redactat un llibre de receptes durant el regne de Trajà.[6]
- Se sap que un tercer Apici hauria escrit un llibre de cuina, després del regnat de Còmode o durant el de Caracal·la, seguint una tradició familiar.[6]

Evidentment, després el llibre ha estat ampliat i modificat per altres autors i "ben aviat va deixar de ser seva, sobretot en el format que avui la coneixem". Les addicions i correccions s'haurien fet amb els gustos de cada època a la qual es feien, o de cada cuiner en particular.
L'autor real del recull de receptes, que les va recopilar posteriorment al fet que Apici donés nom al llibre, és anònim i d'una època molt posterior a ell, d'entre els segles IV i V dC. Aquest recopilador hauria agrupat diverses receptes de diferents autors i les hauria posat sota el nom d'un d'ells. Segurament no tenia una sòlida formació literària, el que explica, a més del fet de situar-lo en una època posterior a Apici, que el llenguatge utilitzat sigui un llatí "popular" tan allunyat del clàssic, en especial quan es tracta de receptes sospitoses d'haver estat preses directament de fonts gregues. El fet que no dominés el llatí clàssic, però que tanmateix conegués el grec, que conegués bé la cuina però no prou com per a confondre's d'ingredient alguna vegada i l'èmfasi i interés que mostra en la dietètica fan pensar que es podria tractar d'un metge.

## Context gastronòmic
Fins al segle ii aC, la cuina de l'antiga Roma era pràctica i senzilla, basada sobretot en la farina d'ordi, mill o midó. No va ser fins al seu contacte amb els grecs que aquesta es va començar, per imitació, a refinar i a desenvolupar-se prou com per a poder-ne crear llibres i tractats. En canvi, la cuina de l'antiga Grècia sí que comptava anteriorment amb una tradició i obres especialitzades en gastronomia, a les quals els romans haurien pogut tenir contacte a partir del segle ii aC. La cuina romana hauria des de llavors evolucionat i tindria el seu punt culminant en Apici i el que va escriure.

## Contingut
El llibre, o almenys la part que coneixem, descriu menjars de l'època en què es va redactar de tota la Mediterrània, tot i que es concentra en les receptes de les classes socials més pudents. Inclou sobretot els plats que formaven les dietes quotidianes i els banquets, i també hi ha alguna recepta exòtica, segons els criteris que suposem de l'època. Així i tot, per a les receptes sol explicar com fer-les més econòmiques o més cares, variant alguns ingredients, per exemple, i també explica què preparar amb les restes.
El llibre està dividit en onze llibres o seccions, en principi cada una d'elles dedicada a un tipus de producte, però, com passa també per exemple al molt posterior La cuynera catalana, hi ha receptes que estan fora de lloc. També hi ha algunes receptes duplicades i algunes que sembla que no estiguin senceres, que els falti alguna línia o simplement que estiguin truncades.

### Llibres o parts de l'obra
Les onze parts de l'obra són les següents:
- 1- Epimeles (el cuiner), amb receptes de salaons, conserves, salses, etc., algunes de tipus pràctic, com "com conservar les olives per a fer oli quan vulgueu".
- 2- Sarcoptes (Carns picades -mandonguilles, morcilles i botifarres- i Begudes)
- 3-Cepuros (l'hortolà), inclou melons i síndries; hortalisses com pastanagues, naps, carbasses, cogombres i raves i verdures com el porro, bleda, api, enciam, ortiga, card, espàrrec, malva i "herbes de camp". Recomana usar carbonat de sodi per a mantenir verda la verdura quan es cou, i dona receptes de brou i verdures per a guarir el mal de ventre, extretes de textos mèdics,[10] a més d'un puré.
- 4- Pandecter (plats diversos)
- 5- Ospreos (entrants i llegums)
- 6- Aeropetes (aus)
- 7- Polyteles oulatilia (menuts, ous i bolets)
- 8- Tetrapus quadripedia (carns)
- 9-Thalassa mare (marisc)
- 10- Halieus piscatura (peix)
- Excerpta a Vinidario, aquest text no es troba a totes les còpies i traduccions que s'han fet dels texts apicis.